# Opel Monza Concept
L'Opel Monza Concept est un concept car de coupé 2+2 à autonomie étendue présenté par le constructeur automobile allemand Opel en septembre 2013.

## Présentation

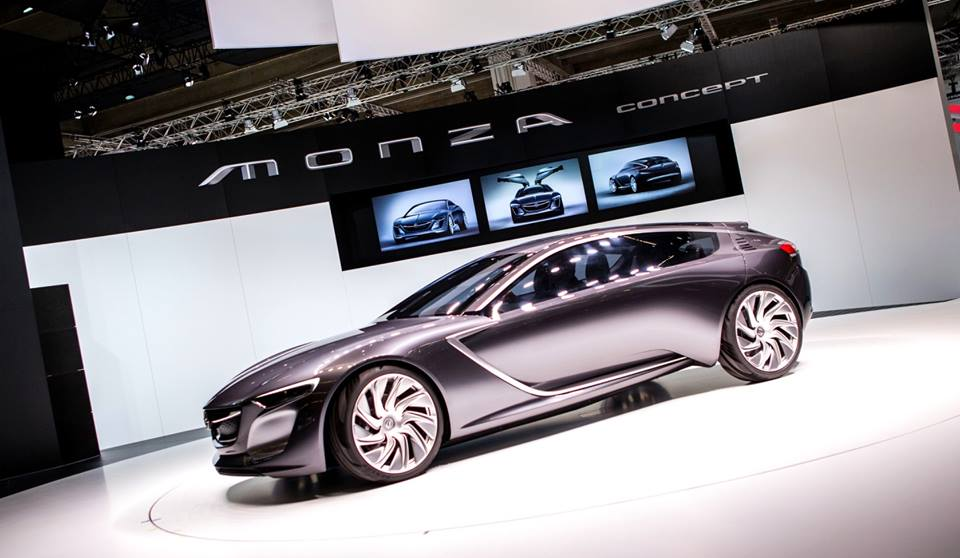
Opel Monza Concept au salon IAA 2013

L'Opel Monza Concept est présenté au salon de Francfort 2013.
Il reprend le nom Monza d'un coupé Opel produit 1978 à 1986.

## Design
Il est dessiné par le designer Mark Adams et préfigure le nouveau style des modèles de la marque.
Le Monza concept est doté d'immenses portes papillon ouvrant sur l'habitacle dénué de montant central et donnant accès à l'avant comme à l'arrière, à l'image du concept car Buick Riviera de 2008.

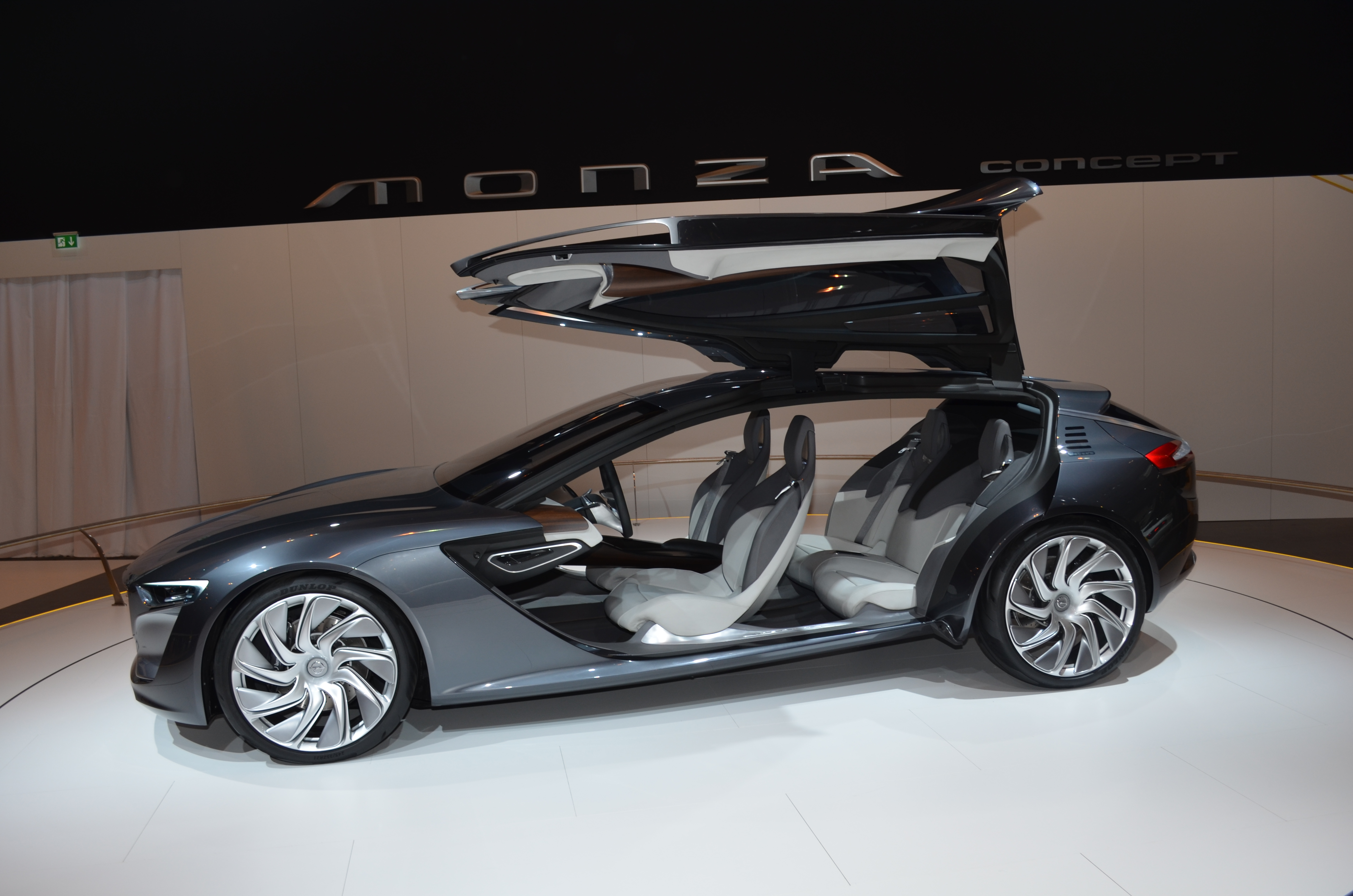
Opel Monza Concept
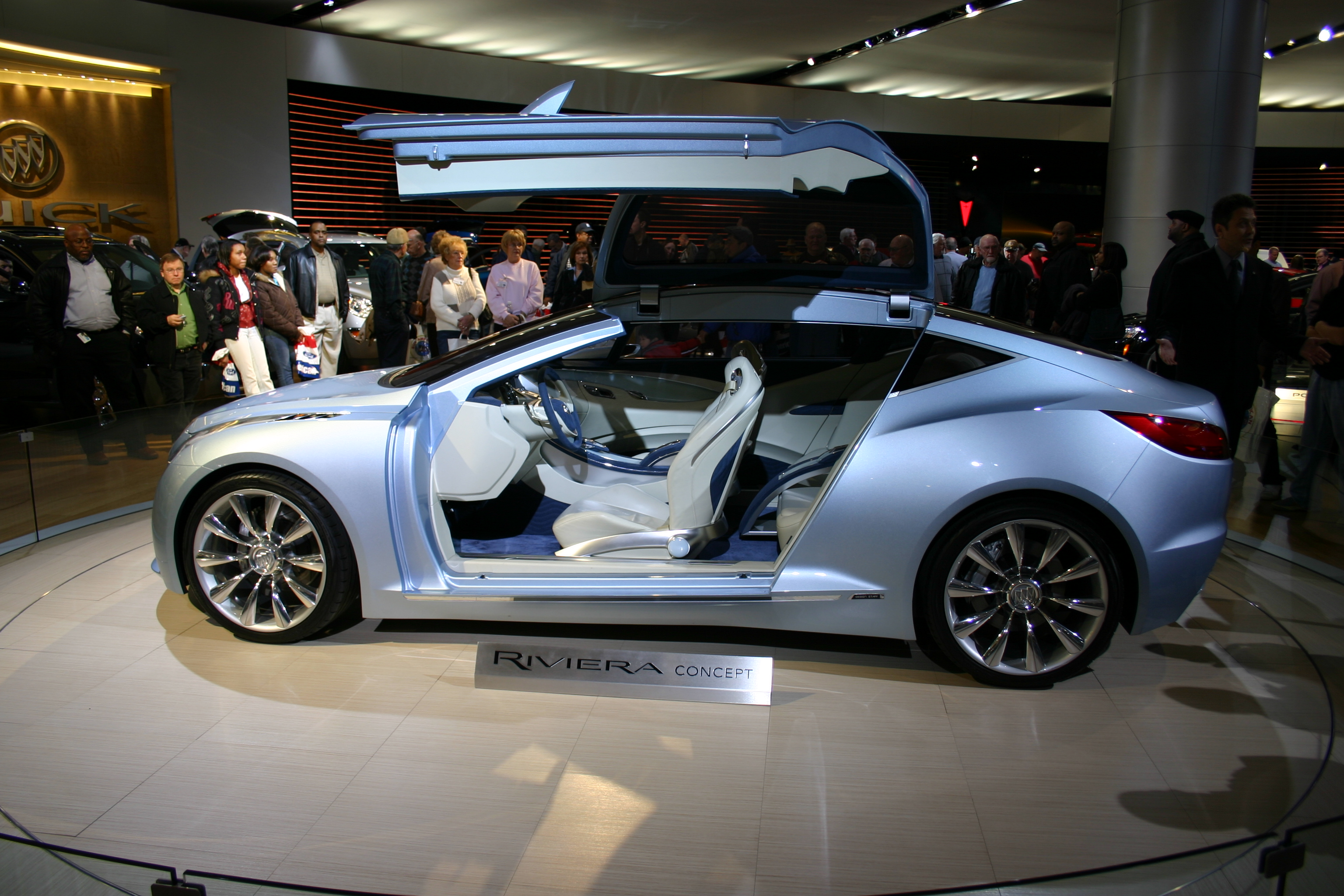
Buick Riviera

## Motorisation
Le concept car est doté d'une motorisation électrique couplée à un prolongateur d'autonomie, comme l'Opel Ampera, constitué d'un 3-cylindres 1,0 litre turbo "SIDI" alimenté au gaz naturel (GNV).